# Helgi Abrahamsen
Helgi Abrahamsen (født 24. november 1966 i Fuglafjørður) er en færøsk politiker. Helgi Abrahamsen er søn af Óli og Sólrun Abrahamsen og gift med Oddbjørg Abrahamsen. De har tre børn: Sólrun (1993), Óli (1995) og Oda (2002).
Han var i perioden 1999 til 2008 partisekretær for Sambandspartiet, og i den periode en aktiv debattør i landets aviser. Fra 2008 til 2015 var han medlem af Lagtinget for Sambandspartiet. Han var medlem af udlandsudvalget og Nordisk råd. I perioden 2010-2011 var han formand for kontroludvalget, og i perioden 2008-2011 var han medlem af social- og sundhedsudvalget. Ved lagtingsvalget 2015 opnåede han ikke genvalg.
Fra 2016 til 2019 arbejdede Helgi Abrahamsen som journalist, først på avisen Norðlýsið og senere på radiostationen R7.
I 2018 blev han valgt til næstformand for Sambandspartiet og i 2019 blev han igen valgt til Lagtinget. Fra september samme år til august 2021 var han erhvervs- og miljøminister i Bárður á Steig Nielsens regering.